# تعلقه حیدرآباد (روستایی)
تعلقه حیدرآباد (به انگلیسی: Hyderabad Taluka) یک تعلقه یا تحصیل در پاکستان است که در ایالت سند واقع شده‌است. تعلقه حیدرآباد ۸۵۰٬۰۰۰ نفر جمعیت دارد.